# Dozmat, Vas
Dozmat  este un sat în districtul Szombathely, județul Vas, Ungaria, având o populație de 221 de locuitori (2011). 

## Demografie
Componența etnică a satului Dozmat
     Maghiari (93,94%)
     Germani (4,55%)
     Croați (1,52%)
Componența confesională a satului Dozmat
     Romano-catolici (52,49%)
     Fără religie (5,88%)
     Reformați (3,17%)
     Luterani (2,26%)
     Necunoscută (36,2%)
Conform recensământului din 2011, satul Dozmat avea 221 de locuitori. Din punct de vedere etnic, majoritatea locuitorilor (93,94%) erau maghiari, existând și minorități de germani (4,55%) și croați (1,52%).  Din punct de vedere confesional, majoritatea locuitorilor (52,49%) erau romano-catolici, existând și minorități de persoane fără religie (5,88%), reformați (3,17%) și luterani (2,26%). Pentru 36,2% din locuitori nu este cunoscută apartenența confesională.